# Turkuśniki
Turkuśniki, turkuśnikowate (Irenidae) – monotypowa rodzina ptaków z podrzędu śpiewających (Oscines) w rzędzie wróblowych (Passeriformes).

## Zasięg występowania
Rodzina obejmuje gatunki występujące w strefie tropikalnej Azji.

## Charakterystyka
Długość ciała 21,2–27,5 cm; masa ciała samców 56,6–96,1 g, samic 52–89,7 g.
Występuje u nich dymorfizm płciowy, samce mają kontrastowe niebiesko-czarne upierzenie, natomiast samice są bardziej matowe, błękitnawo-czarniawe lub turkusowo-czarniawe.
Żyją w lasach tropikalnych i na ich obrzeżach.
Żywią się głównie owocami, zwłaszcza figami, zjadają również owady i inne drobne bezkręgowce. Gniazdują na drzewach, składają 2–3 jaja.

## Systematyka
Rodzina turkuśników najbliżej spokrewniona jest z zielenikami (Chloropseidae), niektórzy autorzy łączą je w jedną rodzinę.

### Etymologia
- Irena: Ejrene (także: Irene lub Eirene) (gr. Ειρηνη Eirēnē), w mitologii greckiej bogini pokoju i obfitości[11].
- Glauconympha: gr. γλαυκος glaukos „niebiesko-szary, modry”; νυμφη numphē „nimfa”[12]. Gatunek typowy: Muscicapa cyanea Bagbie, 1834 (= Coracias puella Latham, 1790).
- Irenella: zdrobnienie nazwy rodzaju Irena Horsfield, 1821 (turkuśnik)[13]. Gatunek typowy: Irena cyanogastra Vigors, 1831.

### Podział systematyczny
Do rodziny należy jeden rodzaj Irena z dwoma gatunkami:
- Irena puella (Latham, 1790) – turkuśnik indyjski
- Irena cyanogastra Vigors, 1831 – turkuśnik czarnogrzbiety